# Allium dictuon
Allium dictuon là một loài thực vật có hoa trong họ Amaryllidaceae. Loài này được H.St.John mô tả khoa học đầu tiên năm 1937.